# Constant Troyon
Pour les articles homonymes, voir Troyon.
Constant Troyon, né le 28 août 1810 à Sèvres (Seine-et-Oise) et mort le 20 mars 1865 à Paris 9e, est un peintre français de l'École de Barbizon.

## Biographie

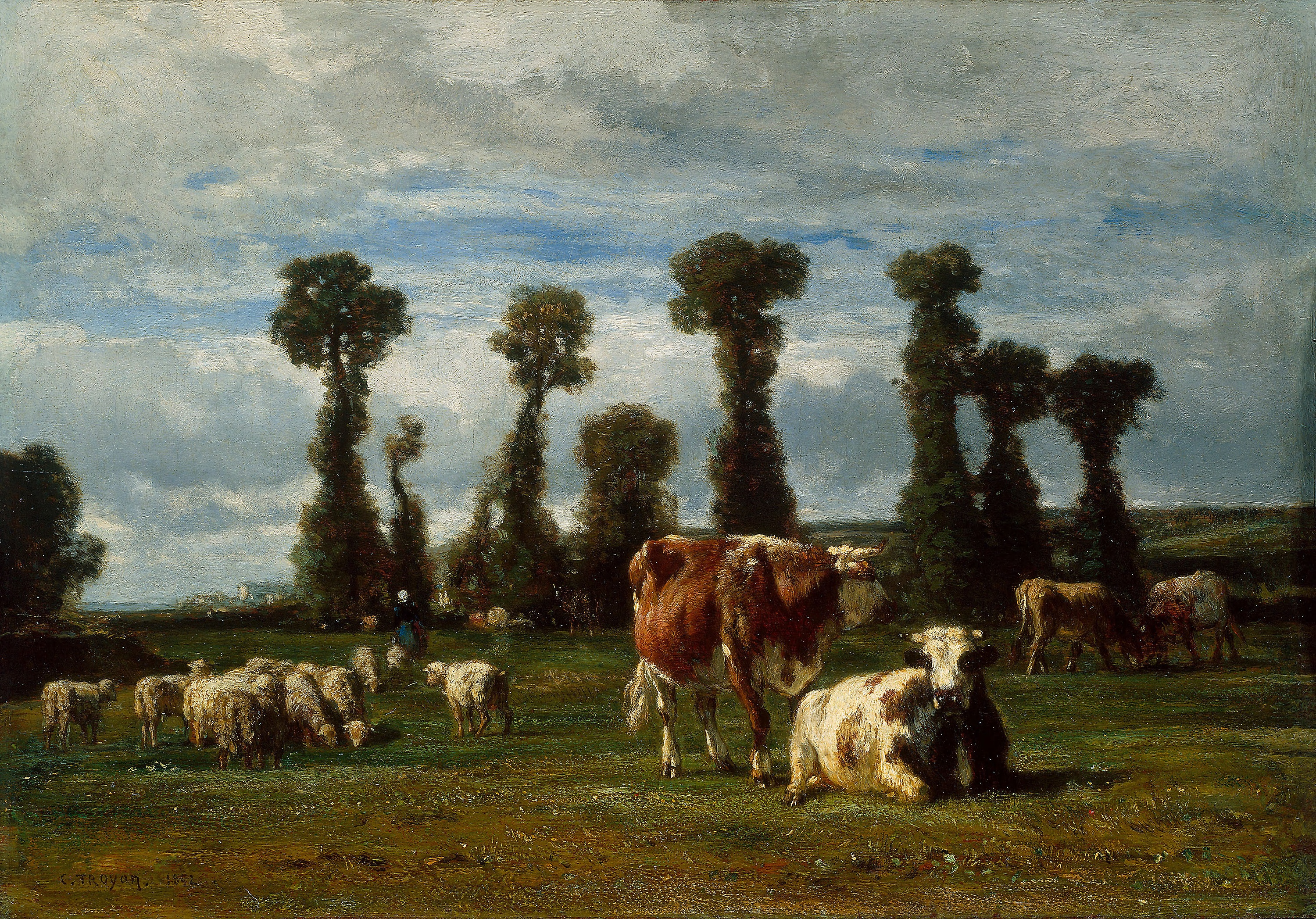
Pâturage en Normandie (1852), Art Institute of Chicago.

Constant Troyon est le fils de Jean-Marie-Dominique Troyon (1780-1817), peintre d'ornement et doreur à la Manufacture de Sèvres (auquel la rue Troyon de Sèvres rend hommage), et de son épouse Jeanne Pracht, ouvrière plumassière.

### Formation et débuts
Après avoir étudié les bases de son art avec Denis Désiré Riocreux (1791-1872), peintre, conservateur du musée de Sèvres, et Camille Roqueplan, il rencontre en 1830 le peintre Paul Huet avec qui il travaille.
Dès ses débuts, il s'intéresse à la peinture de paysage et multiplie les études dans les bois de Meudon, de Compiègne ou de Saint-Cloud.
Il présente ses premières œuvres, encore imprégnées de l'enseignement néo-classique, au Salon de 1833.
Sa rencontre avec le peintre Jules Dupré est décisive. Ce dernier l'encourage à travailler en plein air et lui apprend à voir et à apprécier les sites chaotiques de la forêt de Fontainebleau ainsi que l'esthétique des Théodore Rousseau, Camille Corot ou Narcisse Diaz de la Peña.

### Peintre animalier
Tout en restant fidèle à ses amis, il s'oriente cependant de plus en plus vers la peinture animalière grâce à laquelle il rencontre un vif succès. Il aime peindre les chiens et met en œuvre dans ses tableaux de chasse un talent de coloriste exceptionnel.
En 1845, il habite au no 30 rue Fontaine-Saint-Georges à Paris, il a son atelier au no 1 chemin de ronde de la barrière de Rochechouart, près du cirque Fernando[réf. nécessaire].
En 1846-1847, il découvre les peintres paysagistes du siècle d'or néerlandais comme Paulus Potter ou Albert Cuyp. Troyon fait alors des animaux domestiques le sujet principal de ses tableaux. Il est d'un talent réaliste convaincu. Il est nommé chevalier de la Légion d'honneur après le Salon de 1849 et commence enfin à recevoir des commandes. Comme ses amis de l'école de Barbizon, il ne connaît la consécration qu'au Salon de 1855. Théophile Gautier vanta son style large et ample.
En 1863, il entreprend un voyage à travers le Berry, le Limousin (École de Crozant) et la Bretagne avec les peintres Jules Dupré et Louis Cabat.
Eugène Boudin, Fabius Brest, Martin Léonce Chabry et Julien de La Rochenoire ont travaillé dans son atelier.
Atteint par la folie, il peint, durant ses derniers mois, des vaches dans des arbres, dont aucun tableau ne semble avoir été conservé. Il est inhumé à Paris au cimetière de Montmartre.

## Postérité
En juin 1867, l'Institut de France met en place le prix Constant-Troyon récompensant chaque année un peintre de moins de trente ans par une dotation d'un montant de 600 francs.
Depuis 1875, la rue Troyon à Paris 17e lui rend hommage.

## Œuvres dans les collections publiques
En Allemagne

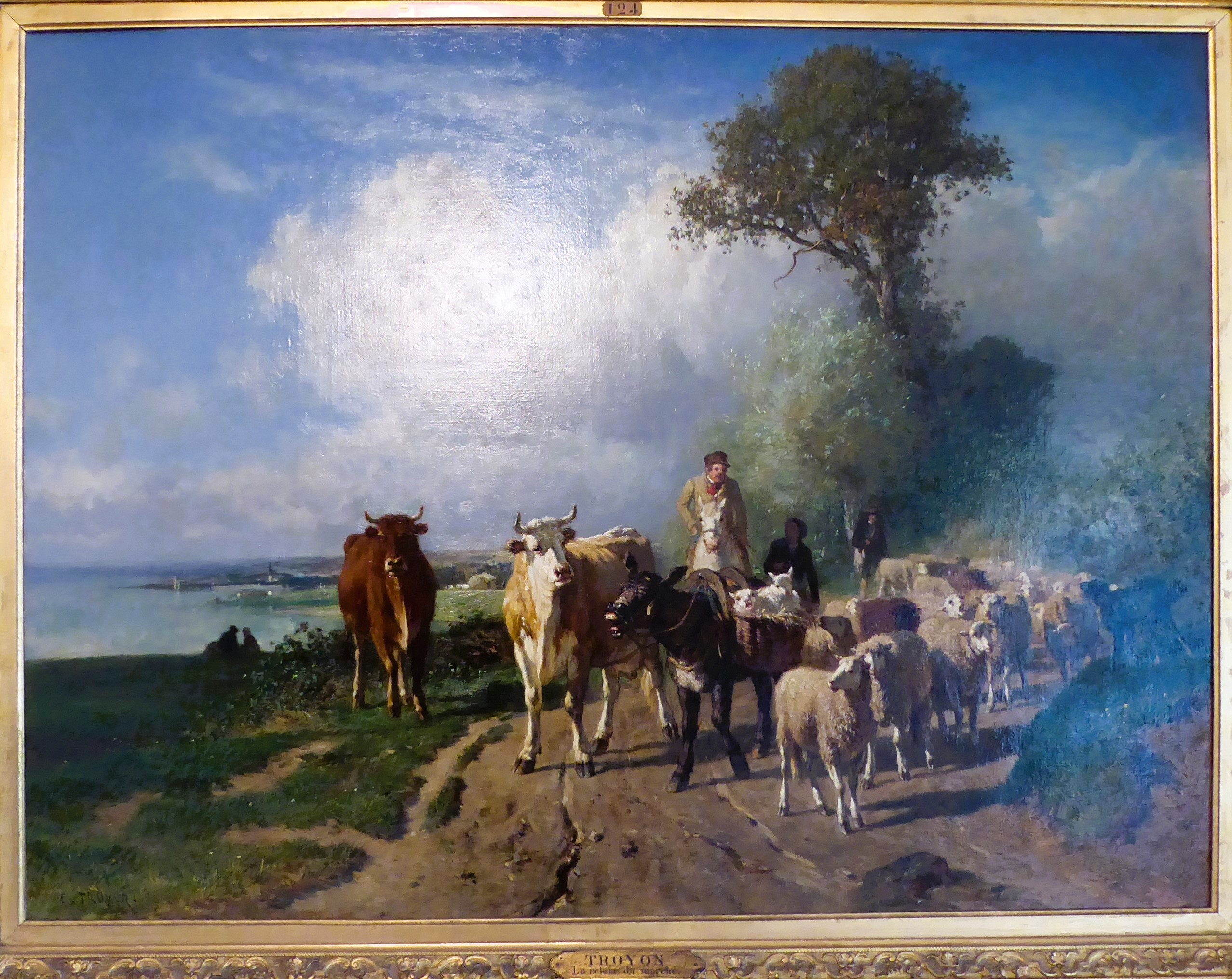
Le retour du marché (vers 1855), musée des Beaux-Arts de Chartres.

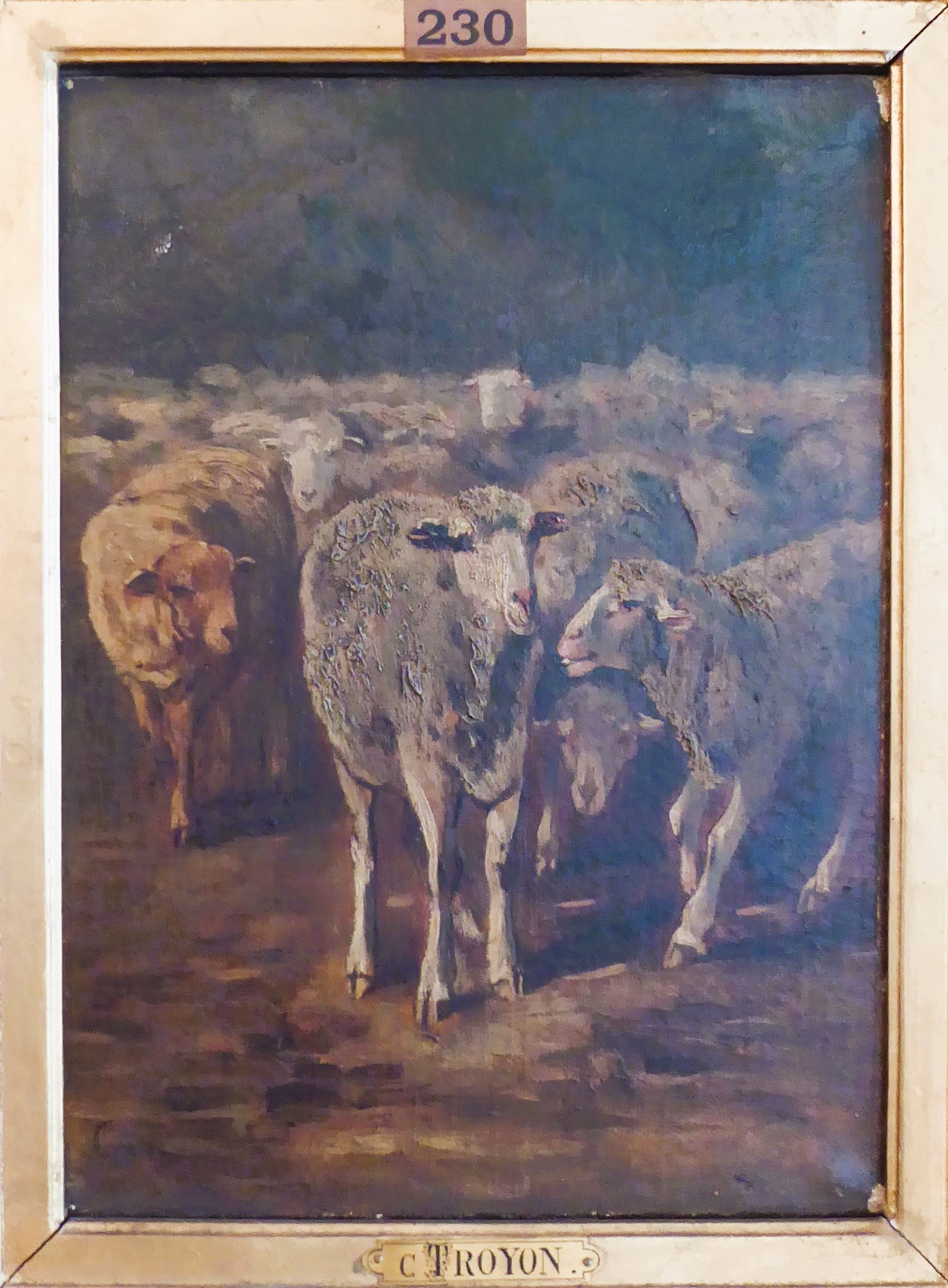
Moutons, musée des Beaux-Arts de Chartres.

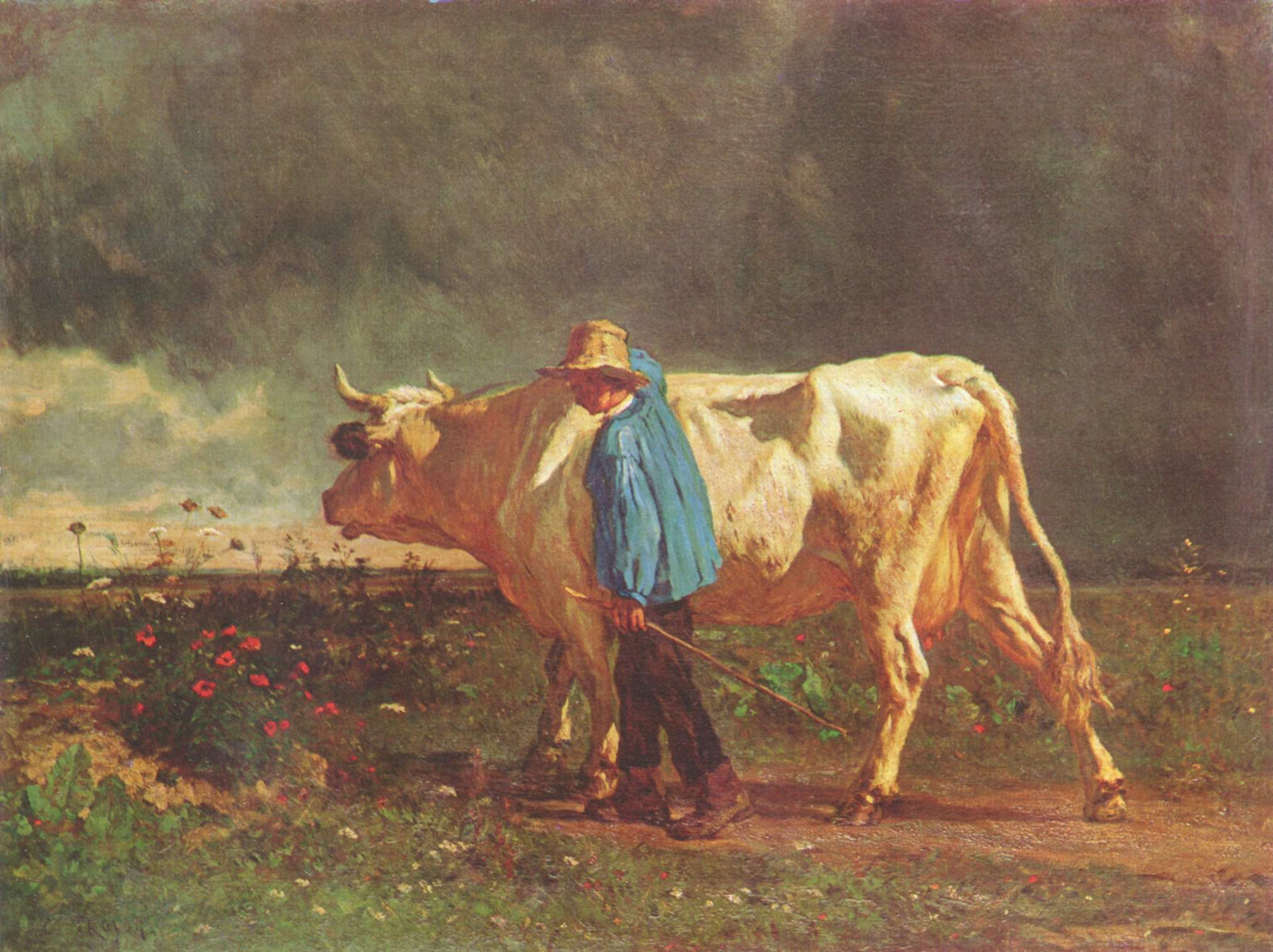
Avant l'orage, musée des Beaux-Arts de Budapest.

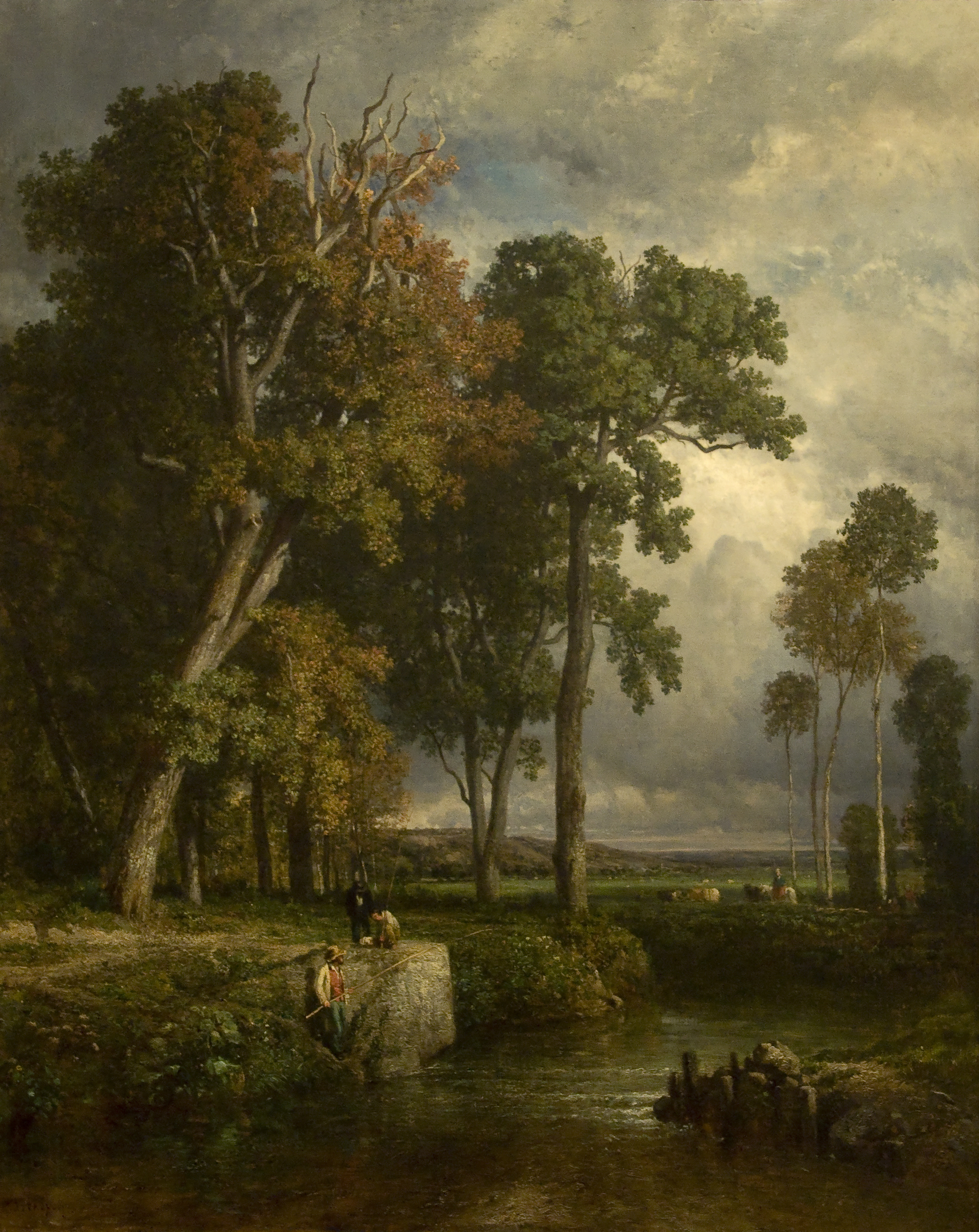
Les Pêcheurs, musée Calouste-Gulbenkian, Lisbonne.

- Munich, Neue Pinakothek : Étude de paysage, 1860, huile sur toile.

Aux États-Unis
- Chicago, Art Institute of Chicago : Pâturage en Normandie, 1852, huile sur panneau ;
- Los Angeles, musée d'Art du comté de Los Angeles : Vue à La Ferté-Saint-Aubin, près d'Orléans, 1837, huile sur toile.

En France
- Aix-les-Bains, musée Faure : Pâturage aux environs de Honfleur, huile sur bois , 28 × 42 cm.
- Beauvais, musée de l'Oise : Lisière de bois - Forêt en automne, 1836, huile sur toile, ancienne collection Maurice Boudot-Lamotte[6].
- Chartres, musée des Beaux-Arts[7] :
  - Le retour du marché, huile sur toile, 97,5 × 131 cm[8], vers 1855 ;
  - Moutons, huile sur toile, 35 × 27 cm.
- Dijon, musée Magnin : Paysage montagneux avec pont et personnages, huile sur toile.
- Le Havre, musée d'art moderne André-Malraux :
  - Soleil couchant, huile sur toile ;
  - Troupeau de moutons, huile sur toile ;
  - Vue des environs de Sézanne, 1848-1849, huile sur toile.
- Lille, palais des Beaux-Arts : La Coupe de bois ou La Forêt de Fontainebleau, 1846, huile sur toile.
- Paris :
  - musée du Louvre :
    - Le Retour à la ferme, 1859, huile sur toile ;
    - Troupeau passant le gué, 1852, huile sur toile, 73 × 106 cm[9] ;
    - Vue prise des hauteurs de Suresnes, 1856, huile sur toile ;
    - Vaches au pâturage, huile sur toile ;
    - Le Bac, 1859, huile sur toile ;
    - Le Petit troupeau, vers 1860, huile sur toile, 73 × 92 cm[10].

  - musée d'Orsay :
    - Vendanges sur les hauteurs de Suresnes, huile sur toile ;
    - Le Pâturage à la gardeuse d'oies, 1854, huile sur toile ;
    - Garde-chasse arrêté près de ses chiens, 1854, huile sur toile, 117 × 190 cm[2] ;
    - Bœufs allant au labour, effet de matin, 1855, huile sur toile, 262 × 391 cm[11] ;
    - Vache qui se gratte, 1858, huile sur toile.
- Saint-Cloud, musée des Avelines.

En Hongrie
- Budapest, musée des Beaux-Arts : Avant l'orage.

Au Portugal
- Lisbonne, musée Calouste-Gulbenkian : Les Pêcheurs.

Au Royaume-Uni
- Londres, Wallace Collection :
  - L'Abreuvoir, Débuts années 1850, huile sur toile, 122 × 162 cm[12] ;
  - Bovins par temps orageux, 1857, huile sur panneau d'acajou, 40 × 58 cm[13].

En Russie
- Saint-Pétersbourg, musée de l'Ermitage : Départ pour le marché (Le matin d'automne), 1859, huile sur toile.

Œuvres de Constant Troyon à Paris
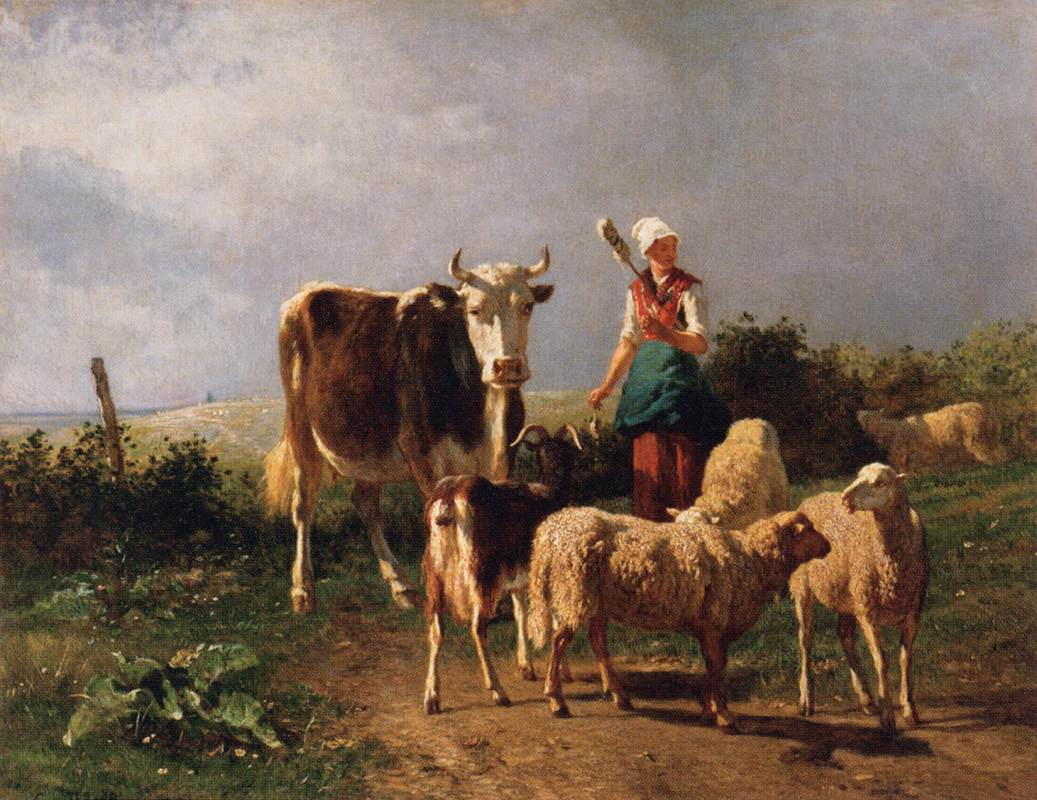
Le Petit troupeau, musée du Louvre[14].
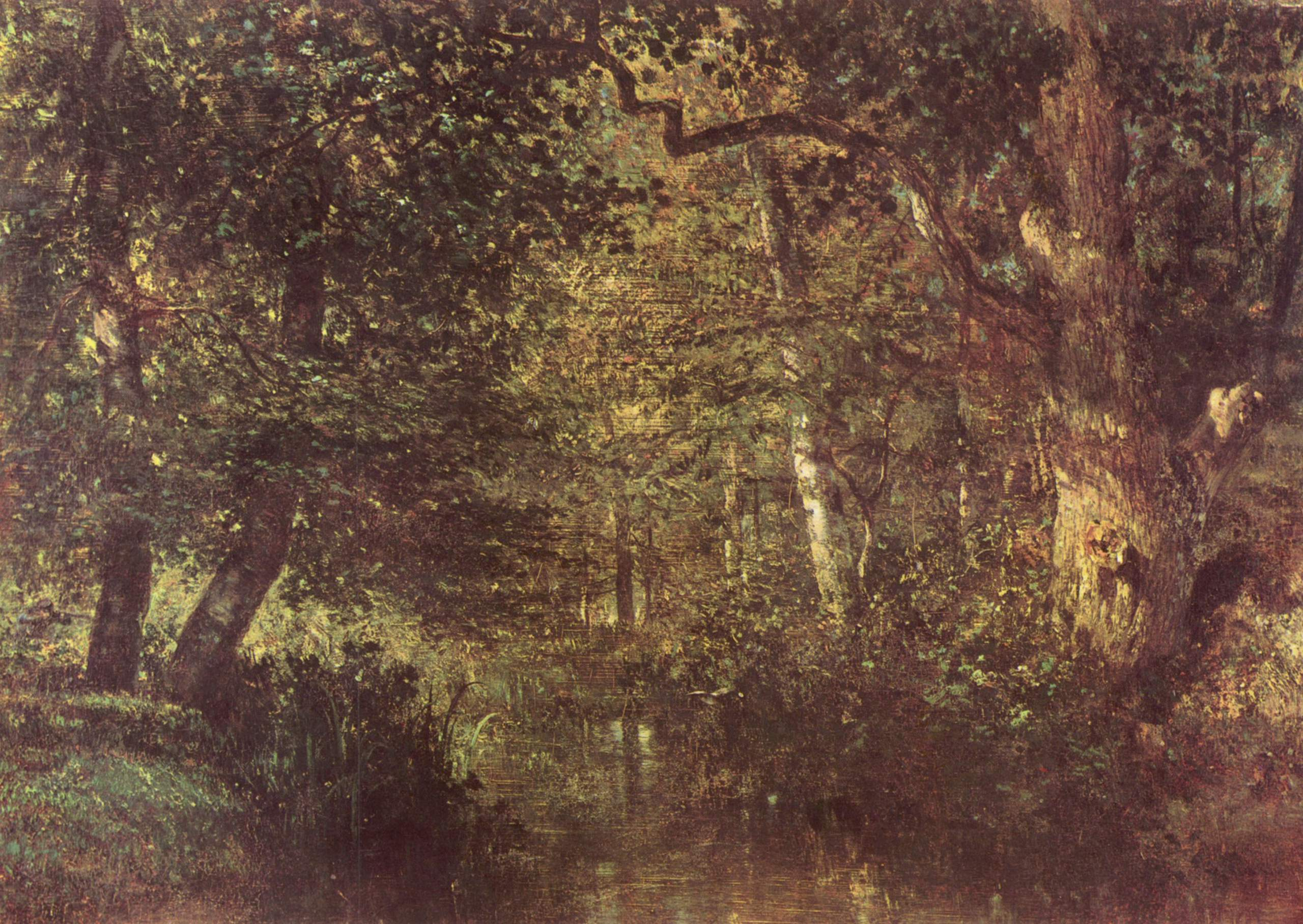
Ruisseau dans les bois, musée du Louvre.
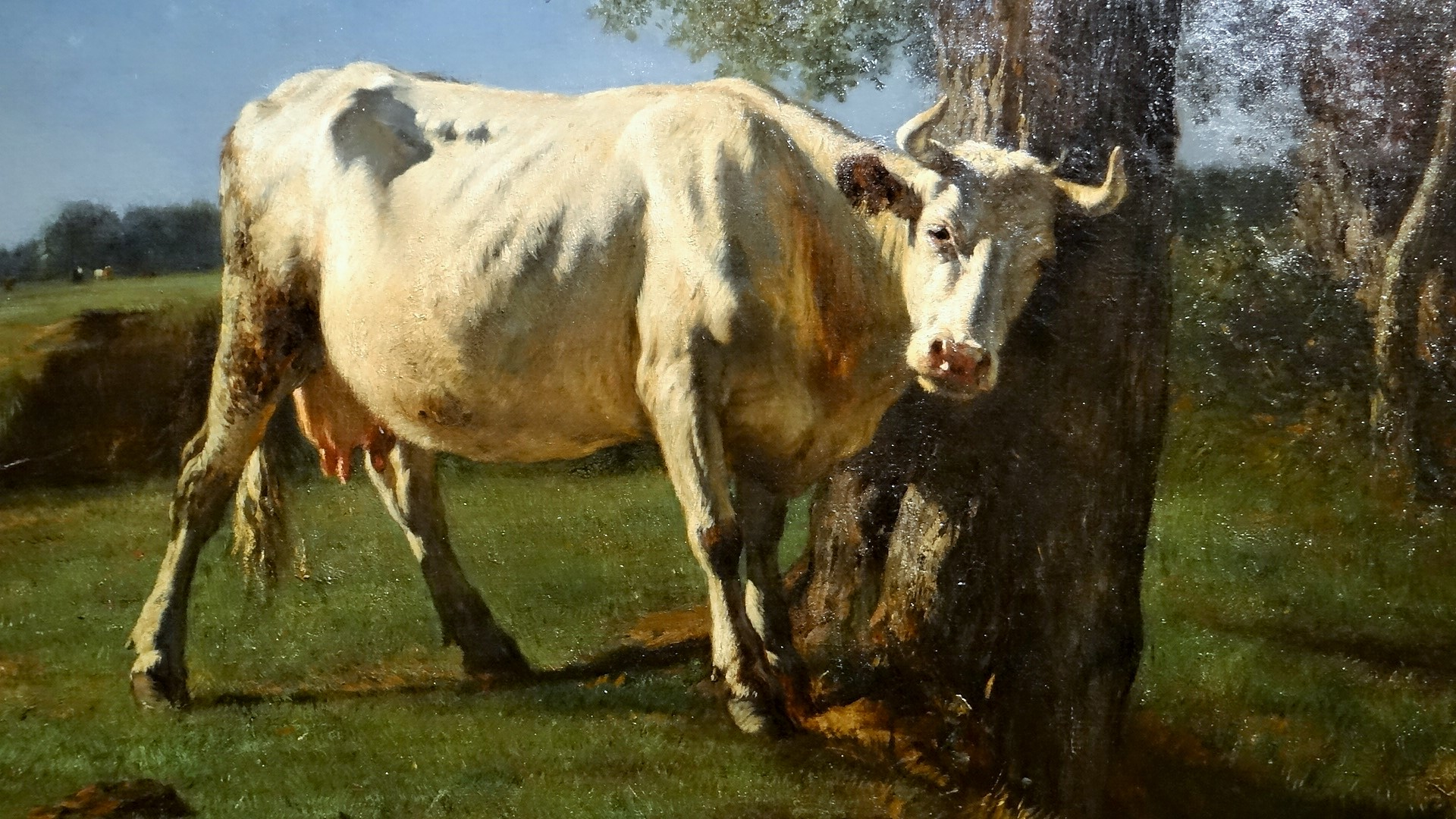
Vache qui se gratte, musée d'Orsay.
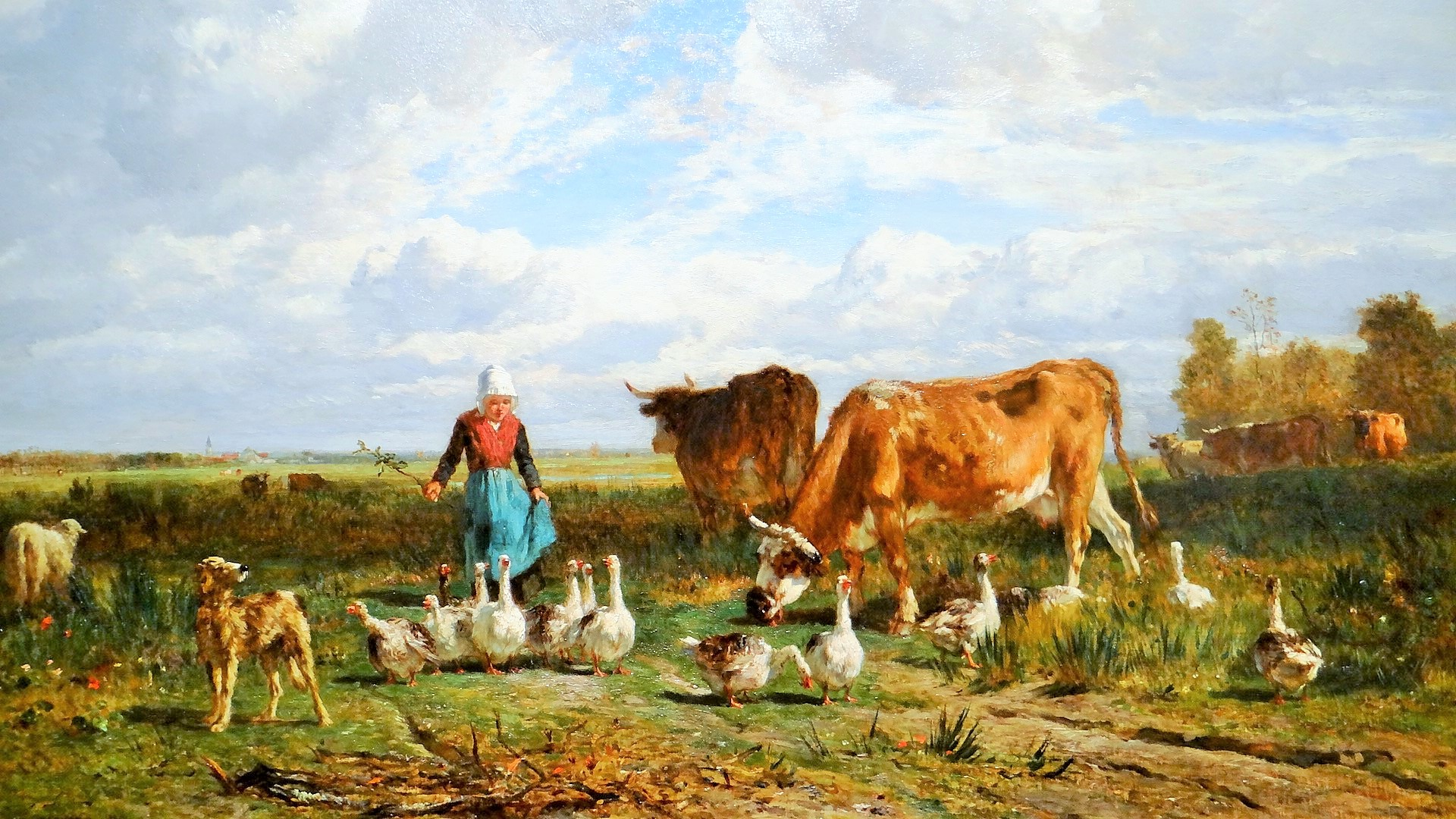
Le Pâturage à la gardeuse d'oies, musée d'Orsay.

## Distinction
- : chevalier de l'ordre de Léopold le 14 décembre 1860[15].